# Chevillé
Chevillé é uma comuna francesa na região administrativa do País do Loire, no departamento de Sarthe. Estende-se por uma área de 14.2 km². Em 2010 a comuna tinha 408 habitantes (densidade: 28,7 hab./km²).